# Rogowskaja
Rogowskaja (ros. Роговская) – stanica w Rosji, w Kraju Krasnodarskim, w rejonie timaszowskim. W 2010 liczyła 7864 mieszkańców.